# 斯帕-弗朗科尔尚赛道

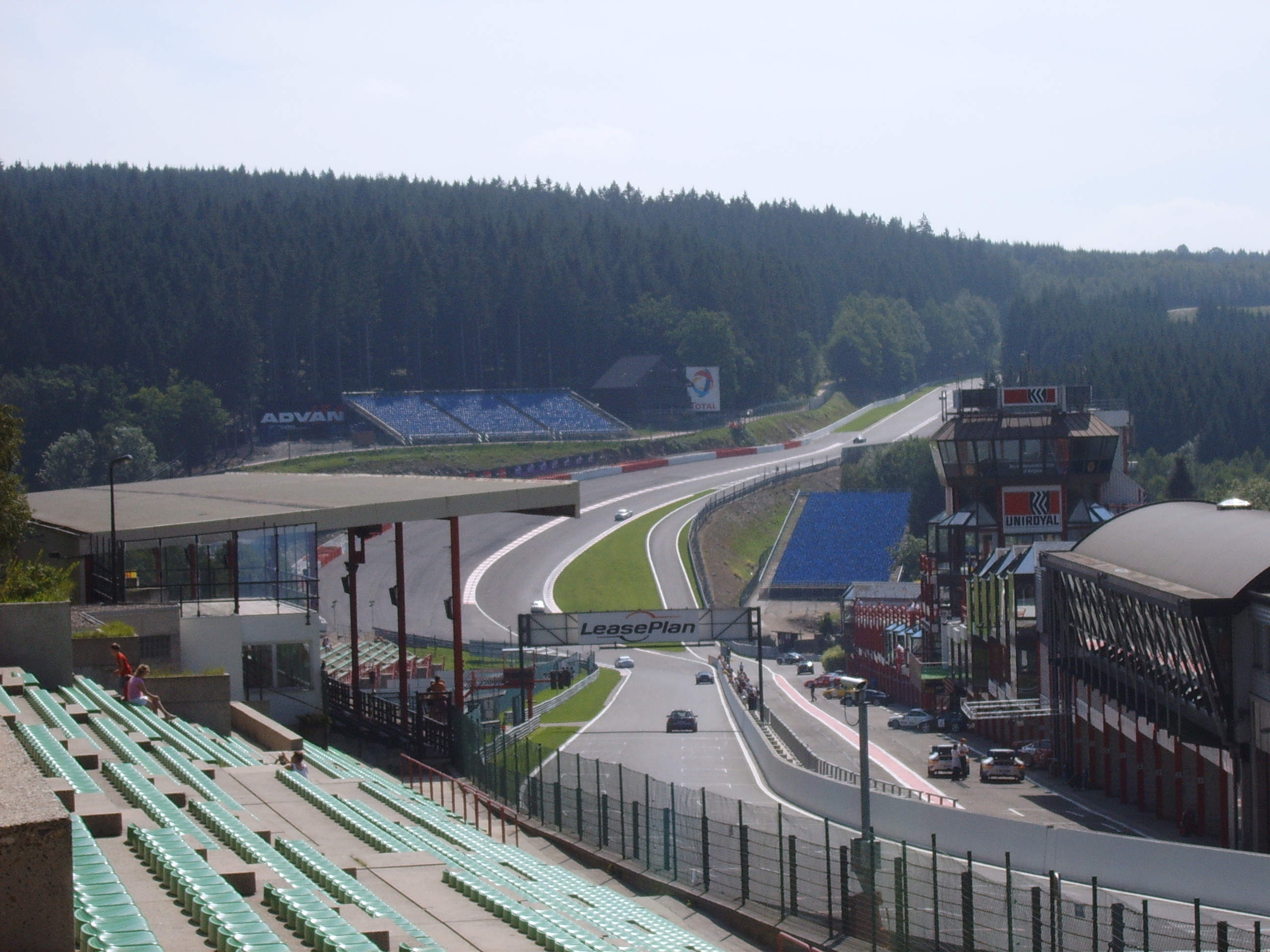
斯帕-弗朗科爾尚赛道洛鲁日弯（红水弯）

斯帕-弗朗科爾尚赛道（法語：Circuit de Spa-Francorchamps）是位于比利时列日省斯塔沃洛市郊弗朗科尔尚的赛车场。斯帕始建於1921年, 由朱尔·德蒂耶（Jules de Thier）和亨利·朗格卢瓦·范奥费姆（Henri Langlois van Ophem）兩位設計師共同設計。他是目前用以舉辦一級方程式賽車比利時大獎賽的場地，首次舉辦大獎賽的年份是1925，並自1983年起固定舉辦大獎賽（除了1984、2003及2006年）。
斯帕同時也是其他幾項國際賽事的舉辦場地，如斯帕24小時耐力賽、世界耐力錦標賽的斯帕-弗朗科爾尚6小時耐力賽以及TCR房車賽斯帕500。

## 赛道弯
1. 拉苏尔斯弯（Virage de La Source）;
2. 洛鲁日弯（Virage de l'Eau Rouge）；或译为紅水彎[2]，艾尔罗格弯[3]
3. 赖迪利永弯(Virage du Raidillion)；
4. 孔布弯(Virage Des Combes);
5. 马尔梅迪弯(Virage de Malmedy);
6. 里瓦日弯(Virage de Rivage)；
7. 普翁弯(Virage du Pouhon)；
8. 方日弯(Virage des Fanges)；
9. 斯塔沃洛弯(Virage de Stavelot)；
10. 布朗希蒙弯(Virage de Blanchimont)；
11. 公共汽车站弯(Chicane de l'arrêt de bus).

## 赛道特性
斯帕赛道是一条复合型中高速赛道。这里既有长直道，也有非常需要空气动力学表现的中高速弯角。一般来说，F1车队会选择中等的下压力调校。

## 艾尔罗格弯
艾尔罗格弯是斯帕赛道最著名的弯角，也是整个F1世界最著名的弯角之一。两届世界冠军费尔南多·阿隆索称：“ 车手进弯前是一个下坡，在坡地突然转向，然后是一段极陡的上坡路段。在弯心车手根本看不见出弯点，也不知道车究竟会在何处着陆。艾尔罗格弯在计时圈中相当重要，因为若是在这个弯犯错，在弯后的长直道上你就会损失大把的时间。但更重要的是车手的身体感受，在弯心底部感受到的强烈的压力。这感觉非常奇怪，但也挺有趣的。”

## 斯帕之王
迈克尔·舒马赫曾在这里六次夺冠。芬兰车手莱科宁在这里也有不俗表现，四次夺魁，并被冠以“斯帕之王”的美誉。在08年的一场经典雨战中，奇米·雷克南与当时的积分榜领跑者领跑者刘易斯·汉密尔顿在最后几圈展开了激烈缠斗。芬兰车手奇米·雷克南與英国车手刘易斯·汉密尔顿争抢彎道位置导至刘易斯·汉密尔顿的迈凯轮车队赛车开出赛道并因此超过了奇米·雷克南。尔后奇米·雷克南尝试再超越刘易斯·汉密尔顿时赛车滑出赛道上墙。汉密尔顿赛后亦受到赛事干事处罚。